# Göllersbach
 (janvier 2016).
Si vous disposez d'ouvrages ou d'articles de référence ou si vous connaissez des sites web de qualité traitant du thème abordé ici, merci de compléter l'article en donnant les références utiles à sa vérifiabilité et en les liant à la section « Notes et références ».
Le Göllersbach est une rivière autrichienne de 61 km de long qui coule dans le land de la Basse-Autriche. Il est un affluent du Danube.